# Mómos
Mómos (latinsky Momos či Momus) je v řecké mytologii synem bohyně noci Nyx. Je uváděn jako bůh hany a hlouposti.
Zdá se, že Mómos není pravá mytická postava, je uveden v Hésiodovi nejprve jako poradce nejvyššího boha Dia, později jako nositel břitké kritiky, nakonec jako osoba, která hanobí cokoliv a kdykoliv. Je také představován jako zosobnění Hany, stejně jako existuje zosobnění Osudu, Smrti, Snů, Bídy. Tyto bytosti jsou převážně potomky bohyně noci Nyx.
Jako kritik je Mómos ostrý a nevybíravý, dovolil si kritizovat i nejvyššího boha Dia. Ještě jako jeho rádce s přívlastkem Výtka nesouhlasil s božským rozhodnutím seslat na nehodné lidstvo potopu.
Nakonec byl uváděn jako bůh hlouposti, prý jedním z jeho nápadů byl ten, aby býci neměli rohy nahoře na hlavě, ale pod očima.
Mít boha hlouposti je možná překvapivé, avšak milé, rozhodně ale logické - vždyť jeho vliv a působení patří skupině obyvatelstva, která v žádném období lidstva nebyla co do počtu zanedbatelná.

## Odraz v umění
Postavu Móma ztvárnil v satyrském dramatu velký Sofoklés. Bohužel toto dílo se ztratilo. Chrámy ani sochy k jeho poctě však nikdo nebudoval a nebyl ani příliš váženým bohem.